# Zdzisław Pupa
Zdzisław Stanisław Pupa (ur. 11 kwietnia 1960 w Górze Ropczyckiej) – polski polityk, rolnik i samorządowiec, poseł na Sejm III kadencji, senator VII, VIII, IX, X i XI kadencji.

## Życiorys
Absolwent Liceum Ogólnokształcącego im. ks. Piotra Skargi w Sędziszowie Małopolskim. Ukończył w 1988 studia na Wydziale Rolnym Akademii Rolniczej w Krakowie. Prowadzi własne gospodarstwo rolne, działa w NSZZ Rolników Indywidualnych „Solidarność”. Pełnił funkcję posła III kadencji wybranego z listy Akcji Wyborczej Solidarność (należał do Zjednoczenia Chrześcijańsko-Narodowego) w okręgu rzeszowskim, bez powodzenia ubiegał się o reelekcję. Następnie pracował m.in. jako zastępca dyrektora departamentu w urzędzie marszałkowskim województwa podkarpackiego. Od 2002 do 2007 (z krótką przerwą w 2006) sprawował mandat radnego sejmiku podkarpackiego, po raz pierwszy wybrano go z ramienia Ligi Polskich Rodzin (jako przedstawiciela ZChN), w 2006 został radnym z ramienia Prawa i Sprawiedliwości. W wyborach parlamentarnych w 2005 jako członek ZChN bezskutecznie kandydował do Sejmu z listy PiS. Przystąpił także do Chrześcijańskiego Ruchu Samorządowego, zasiadł w jego radzie naczelnej. W latach 2006–2007 był zastępcą dyrektora oddziału terenowego Agencji Nieruchomości Rolnych.
W wyborach parlamentarnych w 2007 już jako członek PiS z ramienia tej partii uzyskał mandat senatorski w okręgu rzeszowskim, otrzymując 145 405 głosów. W wyborach w 2011 bez powodzenia kandydował do Sejmu. W kwietniu 2012 został sekretarzem miasta Dębica, w związku z czym zawiesił członkostwo w PiS.
We wrześniu 2013, startując z ramienia PiS, wygrał wybory uzupełniające w okręgu wyborczym nr 55 do Senatu VIII kadencji rozpisane w związku z wygaśnięciem mandatu Władysława Ortyla, uzyskując 35 640 (60,84%) głosów przy frekwencji wynoszącej niespełna 16%. W 2015 i 2019 ponownie zostawał senatorem w tym samym okręgu, otrzymując odpowiednio 118 567 głosów oraz 155 404 głosy. W Senacie X kadencji objął funkcję przewodniczącego Komisji Środowiska. W wyborach w 2023 utrzymał mandat na kolejną kadencję (zdobywając 139 782 głosy).

## Życie prywatne
Syn Michała i Alfredy. Jest żonaty, ma córkę i dwóch synów.